# Kuber Peak
Kuber Peak (in lingua bulgara: връх Кубер, vrach Kuber) è un picco roccioso, alto 770 m, situato nel Delchev Ridge, nei Monti Tangra, nell'Isola Livingston, delle Isole Shetland Meridionali, in Antartide. Il picco si affaccia sul Ghiacciaio Magura a sudovest, sul Ghiacciaio Dobrudzha a sudest e sul Ghiacciaio Iskar a nord.
La denominazione è stata assegnata in onore del Khan Kuber i cui bulgari lasciarono la Pannonia per insediarsi in Macedonia e Albania attorno al 680 fondarono uno stato che all'inizio dell'VIII secolo si fuse con il Primo Impero bulgaro.

## Localizzazione
Il picco è posizionato alle coordinate 62°39′16″S 59°57′54″W, 770 m a sudovest del Ruse Peak, 2,2 km a sudovest del Delchev Peak, 3,84 km a sud del Rila Point, 3,08 km a est del Helmet Peak, 1,92 km a est del Plovdiv Peak, e 1,43 km a est-sudest del Shishman Peak al quale è collegato tramite la Devin Saddle (mappatura bulgara del 2005 e 2009).

## Mappe
- L.L. Ivanov et al., Antarctica: Livingston Island and Greenwich Island, South Shetland Islands (from English Strait to Morton Strait, with illustrations and ice-cover distribution), 1:100000 scale topographic map, Antarctic Place-names Commission of Bulgaria, Sofia, 2005.
- L.L. Ivanov. Antarctica: Livingston Island and Greenwich, Robert, Snow and Smith Islands. Scale 1:120000 topographic map.  Troyan: Manfred Wörner Foundation, 2009.  ISBN 978-954-92032-6-4